# Línea de alta velocidad Madrid-Sevilla
La línea de alta velocidad Madrid-Sevilla es una línea de alta velocidad perteneciente a la red ferroviaria de España que discurre entre Madrid y Sevilla, enlazando la Meseta castellana con Andalucía a través de Sierra Morena. Consta de vía doble de ancho estándar o internacional (1435 mm) y es apta para una velocidad máxima de 300 km/h. La línea dispone a su vez de dos ramales, uno que va a Toledo y otro que lo hace a Málaga.
Esta línea fue concebida originalmente en la década de 1980 dentro del proyecto que se conoció como Nuevo Acceso Ferroviario a Andalucía, que buscaba ofrecer una alternativa a la ruta tradicional a través del paso de Despeñaperros. No obstante, se acabó apostando por la construcción de una línea de alta velocidad en ancho internacional, lo que suponía romper con el esquema seguido por la red convencional en ancho ibérico. La construcción del trazado requirió la realización de importantes obras de fábrica para salvar los obstáculos geográficos, especialmente en la zona de Sierra Morena. Finalmente, la línea fue inaugurada en abril de 1992, cosechando un gran éxito comercial entre el público desde sus primeros tiempos.
Siguiendo la catalogación de Adif, es la línea «010».

## Historia

### Orígenes y construcción
Desde mediados del siglo XIX la principal conexión entre la Meseta y Andalucía se había realizado a través de la línea Manzanares-Córdoba. En la década de 1980 la intensa circulación de trenes por el paso de Despeñaperros lo convirtió en un auténtico cuello de botella para el tráfico ferroviario hacia Andalucía, por lo que se decidió la construcción de un acceso alternativo denominado Nuevo Acceso Ferroviario a Andalucía (NAFA). Por la época estaba previsto que la primera línea de alta velocidad española fuera la Madrid-Barcelona-frontera francesa, siendo el NAFA un trayecto abierto a cualquier tipo de trenes.
El plan original del NAFA era construir una nueva línea de ancho ibérico entre Alcolea y Getafe, aprovechando para ello buena parte del trazado de la histórica línea entre Madrid y Ciudad Real, y que los trenes continuaran por las vías ya existentes. Aunque en 1988 los trabajos llegaron a iniciarse en el tramo Getafe-Villaseca, poco después se dio orden de paralizar las obras. El 9 de diciembre de 1988 se tomó la decisión de construir las nuevas líneas en ancho internacional (1435 mm), incluido el NAFA, lo que convertía a este proyecto ya en obras en una isla desde la que los trenes no podrían continuar al resto de Andalucía a través del ferrocarril convencional de RENFE. Por ello, se decidió continuar la línea hasta Sevilla para que pudiera ser utilizada en la Expo 92, y se hizo necesario construir un nuevo acceso hasta Madrid. Así, del nuevo acceso ferroviario se pasó a la línea de alta velocidad Madrid-Sevilla.
El 2 de octubre de 1989 se puso el primer tramo del carril de la nueva línea, cuya construcción supuso un importante reto para la ingeniería ferroviaria española. Los principales trabajos se desarrollaron en la sierra de Alcudia y en Sierra Morena, donde la orografía era mucho más complicada que en el resto del trazado. A lo largo de toda la línea —que tiene una longitud de 471 km— se llegaron a construir 31 viaductos y 17 túneles, excavándose así mismo treinta y ocho millones cúbicos de tierra. Otra consecuencia de la construcción del trazado fue la necesidad de acondicionar instalaciones ferroviarias en las principales ciudades por donde pasaba —Madrid, Ciudad Real, Puertollano, Córdoba y Sevilla—, lo que en muchos casos supuso la construcción de nuevas estaciones y la reorganización de la red arterial ferroviaria.

### Puesta en servicio y evolución
La línea de alta velocidad resultante del Nuevo Acceso Ferroviario a Andalucía se inauguró el 14 de abril de 1992, coincidiendo con la Exposición Universal de 1992 que se celebraba en Sevilla. Una semana después de ser inaugurada, el 21 de abril, se inició la explotación comercial cubierta por seis trayectos diarios por sentido a las ciudades de Madrid, Sevilla, Córdoba, Puertollano y Ciudad Real. En octubre del mismo año se inició la explotación del producto «AVE Lanzadera», que uniría Madrid con las dos ciudades castellano-manchegas. En sus primeros tiempos llegó a cosechar un importante éxito: si el primer año de servicio transportó a 1,3 millones de pasajeros, en 1999 esta cifra subió hasta los 5 millones de pasajeros.
En enero de 1993 se inauguró el «Talgo 200 Madrid–Málaga», que unía a ambas ciudades con la infraestructura propia de alta velocidad hasta Córdoba, desde donde se alcanza Málaga a través del trazado histórico tras cambiar el ancho en Córdoba. El 23 de abril del mismo año se alcanzó el récord de velocidad ferroviaria en España con 356,8 km/h alcanzados por la rama AVE S100-15. A mediados de año se inauguran los servicios «Talgo 200 Madrid-Cádiz» y «Talgo 200 Madrid-Huelva» mediante el uso de trenes de ancho mixto que cambiaban su ancho en el cambiador de Majarabique. En 1994 se inició la explotación comercial a 300 km/h en los servicios AVE de larga distancia, reduciéndose en 40 minutos la duración del trayecto entre Madrid y Sevilla.
RENFE inició en 1999 la comercialización del servicio «Talgo 200 Madrid-Algeciras». Durante los siguientes años se reordenó la planificación de la alta velocidad en España y se potencian algunas obras ya en marcha. En este sentido, los servicios de Talgo 200 «Madrid-Cádiz», «Madrid-Huelva» y «Madrid-Algeciras» se traspasaron a Grandes Líneas Renfe en 2003, renombrándose como Altaria. Se proyecta la construcción de la LAV Córdoba-Málaga, para poder llevar el tren de alta velocidad a la Costa del Sol, trazado que entrará en servicio en 2007.
En enero de 2005, con la división de la antigua RENFE en Renfe Operadora y Adif, la línea pasó a depender de esta última.
En marzo de 2014 se inauguró entre Puertollano y Córdoba la nueva estación de Villanueva de Córdoba-Los Pedroches, que da servicio de alta velocidad a Villanueva de Córdoba y su comarca. En mayo de 2020 se reactivó el proceso de instalación del sistema ERTMS, con un periodo estimado de transición al nuevo sistema de unos 52 meses.

## Trazado y características

### Características técnicas
| Longitud                                                | 471,8 km |
| Longitud total en túneles                               | 16.030 m (17 túneles)                                                                                               |
| Longitud total en viaductos                             | 9.845 m (31 viaductos)                                                                                              |
| Ancho de vía                                            | UIC (1.435 mm) |
| Electrificación                                         | 1 x 25 kV 50 Hz CA monofásico                                                                                       |
| Modelo de Catenaria                                     | RE-250 Alemana apta para 280 y 300 km/h                                                                             |
| Velocidad Máxima de la Línea                            | 290 km/h (solamente 12 km en la recta de Los Yébenes) y 300 km/h (solamente 8 km de los 10 km recta de Los Yébenes) |
| Señalización Lateral                                    | ASFA200 DIGITAL |
| Señalización en Cabina                                  | LZB L72 equipo de vía cable radiante y LZB 80E equipo de tren. A partir de 2025 dispondrá de ERTMS-ETCS Nivel 2     |
| Tecnólogo Señalización en Cabina                        | Alcatel-SEL Señalización, actualmente Thales                                                                        |
| Sistema de Telecomunicaciones                           | Tren-tierra digital basado en GSM-R                                                                                 |
| Radio mínimo curvas                                     | 4.400 m |
| Radio mínimo curvas excepcional                         | 3.250 m |
| Radio mínimo cuevas Adamuz – Villanueva (Sierra Morena) | 2.300 m |
| Rampa máxima                                            | 12,5 milésimas |
| Rampa máxima excepcional                                | 13,25 milésimas |
| Longitud entrevía                                       | 4,30 m |
| Altura balasto mínima                                   | 30 cm |
| Altura subbalasto mínima                                | 25 cm |
| Ancho plataforma Madrid – Brazatortas                   | 13,3 m |
| Ancho plataforma Brazatortas – Córdoba                  | 12,7 m |
| Ancho plataforma Córdoba – Sevilla                      | 13,3 m |

## Elementos singulares
La mayor parte de la plataforma entre Madrid y Córdoba usa las plataformas ya existentes de líneas convencionales, pero la travesía de Sierra Morena se caracteriza por acumular la totalidad de túneles de la línea y la mayoría de los viaductos, si bien ninguno destaca por su gran longitud o altura en el caso de los viaductos. Aquí no se destacan grandes viaductos y túneles como es en el caso de las líneas de alta velocidad en construcción del norte de España.

## Servicios que circulan por esta línea
| Tren                      | <<                       | >>                    | paradas intermedias | material                    | observaciones                                                   | Servicios |
| ------------------------- | ------------------------ | --------------------- | --- | --------------------------- | --------------------------------------------------------------- | --------- |
| AVE / IRYO                | Madrid-Puerta de Atocha  | Sevilla-Santa Justa   | Ciudad Real Puertollano Córdoba-Central Solo parada en Córdoba-Central Sin parada | S100/S102/S103/S112/ETR1000 | 2 h 35 min 2 h 30 min 2 h 20 min                                | 21        |
| AVE / IRYO                | Madrid-Puerta de Atocha  | Málaga-María Zambrano | Ciudad Real Puertollano Córdoba-Central Puente Genil-Herrera Antequera-Santa Ana Solo para en Córdoba-Central Sin paradas | S102/S103/ETR1000           | 2 h 50 min 2 h 30 min 2 h 20 min                                | 17        |
| AVE                       | Madrid-Puerta de Atocha  | Granada               | Ciudad Real Puertollano Córdoba-Central Antequera-Santa AnaAntequera AVLoja | S102/S112                   | 3 h 15 min                                                      | 3         |
| AVE                       | Barcelona-Sants          | Sevilla-Santa Justa   | Campo de Tarragona Lérida Pirineos Zaragoza-Delicias Ciudad Real Puertollano Córdoba-Central | S112/S103                   | 5 h 30 min por L.A.V. Madrid-Barcelona y N.A.F.A.               | 2         |
| AVE                       | Barcelona-Sants          | Málaga-María Zambrano | Campo de Tarragona Lérida Pirineos Zaragoza-Delicias Ciudad Real Puertollano Córdoba-Central Puente Genil-Herrera Antequera-Santa Ana | S112/S103                   | 5 h 45 min por L.A.V. Madrid-Barcelona y N.A.F.A.               | 1         |
| AVE                       | Valencia-Joaquín Sorolla | Sevilla-Santa Justa   | Cuenca-Fernando Zóbel Ciudad Real Puertollano Córdoba-Central | S100                        | 4 h 23 min por L.A.V. Madrid-Valencia y N.A.F.A.                | 1         |
| Avant                     | Madrid-Puerta de Atocha  | Puertollano           | Ciudad Real | S104/S114                   | 1h 20min                                                        | 11        |
| Avant                     | Madrid-Puerta de Atocha  | Toledo                | sin paradas | S104                        | 35 min                                                          | 13        |
| Avant                     | Sevilla-Santa Justa      | Málaga-María Zambrano | Córdoba-Central Puente Genil-Herrera Antequera-Santa Ana | S104                        | 1 h 55 min                                                      | 4 (5*)    |
| Avant                     | Sevilla-Santa Justa      | Granada               | Córdoba-Central Puente Genil-Herrera Antequera-Santa Ana Antequera AV Loja | S104                        | 2 h 34 min                                                      | 4         |
| Trenes mixtos UIC-Ibérico |                          |                       | |                             |                                                                 |           |
| Alvia                     | Madrid-Puerta de Atocha  | Cádiz                 | Ciudad Real PuertollanoVillanueva de Córdoba-Los Pedroches Córdoba-Central Sevilla-Santa Justa Jerez de la Frontera Pto. de Santa María San Fdo.-Bahía Sur Ciudad Real Puertollano Córdoba-Central Sevilla-Santa Justa Jerez de la Frontera Pto. de Santa María San Fdo.-Bahía Sur Jerez de la Frontera Pto. de Santa María San Fdo.-Bahía Sur | S130                        | 5 h 03 min 4 h 42 min 4 h 31 min cambio de ancho en Majarabique | 3         |
| Alvia                     | Madrid-Puerta de Atocha  | Huelva                | Córdoba-Central La Palma del Condado Córdoba-Central La Palma del Condado | S120                        | 3 h 57 min cambio de ancho en Majarabique                       | 1         |
| Intercity                 | Madrid-Puerta de Atocha  | Huelva                | Córdoba-CentralSevilla-Santa Justa La Palma del Condado Córdoba-Central La Palma del Condado | S121                        | 4 h 35 min cambio de ancho en Majarabique                       | 1**       |
| Intercity                 | Madrid-Puerta de Atocha  | Algeciras             | Ciudad Real Puertollano Villanueva de Córdoba-Los Pedroches Córdoba-Central Antequera-Santa Ana RondaSan Roque-La Línea | Talgo VII                   | 5 h 18 min cambio de ancho en Antequera-Santa Ana               | 1         |

*Solo 4 hacen el trayecto completo, el restante solo hace el trayecto Sevilla-Santa Justa - Córdoba-Central
**Solo viernes y domingos

## Futuro
Cuatro nuevos ramales partirán del NAFA con destino a las ciudades de Cádiz, Huelva, Algeciras y Granada.

### Sevilla-Cádiz
Artículo principal: Línea de Alta Velocidad Sevilla-Cádiz
La prolongación de la LAV Madrid-Sevilla hacia Cádiz está actualmente en obras, con algunos tramos en servicio. Estará basada en las vías existentes, las cuales tendrán traviesas polivalentes. Este equipamiento permitiría cambiar el ancho de vía del tramo de ancho ibérico a ancho internacional.
Estas vías serán utilizadas indistintamente por los trenes de larga y media distancia, cercanías y mercancías, y permitirán una velocidad punta de 250 km/h. El viaje entre Sevilla y Cádiz se reducirá de las 2 horas actuales a 1 hora.

### Sevilla-Huelva
Artículo principal: Línea de alta velocidad Sevilla-Huelva.
El nuevo corredor ferroviario Sevilla-Huelva, Lanzadera Huelva-Sevilla, es un proyecto que engloba a la construcción de una línea de alta velocidad entre Huelva y Sevilla. Será una nueva línea de alta velocidad de tráfico mixto, con una velocidad máxima de 350 km/h, y de ancho internacional (1435 mm). En mayo de 2018, se vuelven a realizar estudios informativos, para reanudar la construcción, suspendida por la crisis económica. En octubre de 2024 la línea de alta velocidad Sevilla-Huelva obtuvo Declaración de Impacto Ambiental favorable.